# Moritz Georg Moshack
Moritz Georg Moshack (1730-1772) var en dansk instrumentmager, der var en af de vigtigste fremstillere af klavichorder i sin leevetid. Tre af hans instrumenter eksisterer endnu; et klavichord fra 1768 findes på Norsk Folkemuseum i Oslo, Norge; et cembalo fra 1770 er udstillet på Falsters Minder i Nykøbing Falster; og et klavichord fra 1770 findes på Musikhistorisk Museum i København.

## Karriere
Moshacks uddannelse kendes ikke, men hans bedst bevarede instrumenter har præg af nordtyske instrumentmagere. Han fik licens i 1761. Det samme år fik han royalt monopol på at bygge og reparere klavichorder, cembaloer og orgler. Mellem 1759 og 1772 arbejdede Moshack i København og fremstillede orgler og andre instrumenter. Klavichorder blev købt af Det Kongelige Teater, og andre instrumenter af Johan Foltmar i Trinitatis Kirke. Moshack arbejdede også med at stemme instrumenter.